# 20796 Філіпмуньос
20796 Філіпмуньос (20796 Philipmunoz) — астероїд головного поясу, відкритий 24 вересня 2000 року.
Тіссеранів параметр щодо Юпітера — 3,282.